# TT216
La tombe thébaine TT 216 est située à Deir el-Médineh, dans la nécropole thébaine, sur la rive ouest du Nil, face à Louxor en Égypte.
C'est la sépulture de Néferhotep, contremaître dans la Place de Vérité, qui vivait sous les règnes de Ramsès II à Séthi II (XIXe dynastie).